# Inameria
Genre
Inameria est un genre de collemboles de la famille des Neanuridae.

## Distribution
Les espèces de ce genre se rencontrent en Asie et en Afrique.

## Liste des espèces
Selon Checklist of the Collembola of the World (version du 16 octobre 2019) :
- Inameria corallina (Imms, 1912)
- Inameria kenyensis Cassagnau, 1984

## Publication originale
- Cassagnau, 1983 : Un nouveau modèle phylogénétique chez les collemboles Neanurinae. Nouvelle Revue d'Entomologie, vol. 13, no 1, p. 3-27.